# تيمون فيلينروتر
تيمون يانيس فيلينروتر (بالألمانية: Timon Janis Wellenreuther) (مواليد 3 ديسمبر 1995) هو لاعب كرة قدم ألماني ، يلعب حاليًا لنادي شالكه 04 الألماني في مركز حراسة المرمى.

## روابط خارجية
- تيمون فيلينروتر على موقع الاتحاد الأوربي (الإنجليزية)
- تيمون فيلينروتر على موقع قاعدة بيانات كرة القدم.إي يو (الإنجليزية)
- تيمون فيلينروتر على موقع بيانات كرة القدم. دي إي (الألمانية)
- تيمون فيلينروتر على موقع Soccerway.com (الإنجليزية)
- تيمون فيلينروتر على موقع عالم كرة القدم.نت (الإنجليزية)
- تيمون فيلينروتر على موقع AS.com (الإسبانية)